# Apistogramma bitaeniata
Apistogramma bitaeniata Pellegrin, 1936 è un pesce di acqua dolce appartenente alla famiglia Cichlidae e alla sottofamiglia Geophaginae.

## Distribuzione e habitat
Proviene dall'ovest del bacino del Rio delle Amazzoni (Marañón, Rio Ucayali) e vive in acque dove la corrente non è intensa.

## Descrizione
Presenta un corpo allungato che può raggiungere una lunghezza massima di 4,6 cm. La colorazione è marrone chiara con due striature orizzontali azzurre e il ventre bianco. Nei maschi le pinne sono sfumate di giallo e di azzurro e decisamente più allungate che nelle femmine.

## Biologia

### Alimentazione
Le sue prede sono soprattutto piccoli invertebrati acquatici.

### Riproduzione
Può deporre fino a 60 uova in anfratti rocciosi; a restare di guardia a esse e agli avannotti è la femmina.

## Acquariofilia
Può essere allevato in acquario, ma le femmine diventano molto aggressive dopo la riproduzione, quando rimangono di guardia alle uova.